# Enallagma annexum
Enallagma annexum es una especie de caballito del diablo del género Enallagma, de la familia Coenagrionidae, orden Odonata. Fue descrita por Hagen en 1861.
El cuerpo de la hembra es de color amarillo verdoso a marrón. La parte superior de su abdomen es mayoritariamente negra. Se distribuye por América del Norte: Estados Unidos, Canadá y México.